# Lakeville (Massachusetts)
Lakeville – miasto w Stanach Zjednoczonych, w stanie Massachusetts, w hrabstwie Plymouth.